# سنقر
سُنقُر مرکز شهرستان سنقر در استان کرمانشاه است. این شهر در منطقه‌ای ییلاقی و در ۸۵ کیلومتری شمال شرقی کرمانشاه و ۱۲۰ کیلومتری جنوب سنندج و ۹۵ کیلومتری غرب همدان قرار دارد، شهر سنقر به لحاظ قرار گرفتن در میان رشته کوه‌های زاگرس دارای آب و هوای خنک ییلاقی و کوهستانی است، به همین دلیل دارای جمعیت فصلی بوده که در بهار و تابستان افزایش پیدا می‌کند. کوه دالاخانی در جنوب غربی سنقر قرار دارد و همه ساله پذیرای کوهنوردانی از سراسر کشور است که به ارتفاعات آن صعود می‌کنند. کوهستانهای اطراف سنقر، زیستگاه حیات وحش و گونه‌های متنوع گیاهی فراوان است که واجد ارزشهای تفرجگاهی و گردشگری هستند.

## وجه تسمیه
نام کنونی «سنقر» از دورهٔ حکومت «اتابک سنقر» بر این شهر اطلاق گردید که در دورهٔ سلجوقی والی این شهر شد.
امروزه ساکنان سنقر نام شهرشان را «سُنگور» می‌خوانند.
همچنین بسیاری براین باورند که نام «سنقر» برگرفته از نام نوعی پرنده شکاری است.
در منابع تاریخی پیش از اسلام از این شهر با نام ماذپَهرَگ (مادپهله) یاد شده‌است. تلفظ این کلمه در دوران پس از اسلام به صورت ماینه‌هره یا ماینه‌هره‌ج درآمد. این نام از دو جزء ماد/مای/مایه‌ن/مایان و پهله ساخته شده‌است. در دوران کنونی نیز نام ماد و مایان همچنان به کوه مایان‌کوه که شهر سنقر در دامنهٔ آن قرار دارد اطلاق می‌شود. واژهٔ پهله نیز در نام منطقه و طایفهٔ فه‌یله‌کوڕی به جای مانده‌است.

## مردم
مردم شهر سنقر به زبان‌های کردی به لهجه کلیایی و ترکی به گویش سنقری صحبت می‌کنند. گویش ترکی سنقری اختلاط زیادی با کردی و فارسی پیدا کرده است و بسیاری از کلمات ترکی سنقری از کردی و فارسی گرفته شده است

## جغرافیا
شهر سُنقر و کُلیایی در جلگه همواری واقع شده و اطراف آن را رودخانه، سبزه‌زار، باغات و بیشه‌زار و کوه‌های دالاخانی (به معنی آشیانه عقاب‌ها) مادیان کوه؛ کمر زرد، بوسوار، زن مرد و… فراگرفته است که تا اواخر تابستان از برف زمستانی پوشیده‌است.
باغ‌های زیادی در اطراف شهر سنقر وجود دارند که می‌توان به باغات اوچ‌دیرمان، مجموعه باغ‌های انگورارگانیک روستای سهنله، سراب سنقر و باغ‌های بسیار زیاد دیگری اشاره کرد که زیبایی خاصی به سنقر بخشیده‌اند.

## جاذبه‌های گردشگری
بقعه تاریخی مالک(آرامگاه مالک)، سراب (سراب گزنهله)، کوه دالاخانی که در تمام فصول پذیرای کوهنوردان حرفه‌ای و عموم مردم می‌باشد، منطقهٔ خان امیران در جنوب سنقر (روبروی روستای زنگنه) که مشتمل بر بقایای روستای قدیمی خان امیران و نیز چشمهٔ خروشان آن در دامنهٔ کوه می‌باشد و همچنین غارآهکی در دامنهٔ کوه دالاخانی که اخیراً کشف شده‌است و با عمق دسترسی به اندازهٔ ۱۵۰ متر که به می‌توان آن را جزو ۵ غارعمودی ایران به‌شمار آورد، از مهم‌ترین گردشگاه‌ها و جاذبه‌های سنقر به‌شمار می‌آیند.
- کوه دالاخانی
- بقعه تاریخی مالک
- منطقه تفریحی سراب سنقر

## آزادراه همدان-سنقر-کرمانشاه
آزادراه همدان سنقر کرمانشاه (که ادامه آزادراه ساوه همدان است) تنها امید خارج شدن سنقر از حالت بن‌بست، و شروع پیشرفت و آبادانی این شهرستان است. به دلیل اهمیت ایجاد مسیری مناسب جهت اتصال استانهای مرکزی به غرب کشور و کاهش بار ترافیکی و تصادفات، مطالعات کارشناسی احداث پروژه ملی آزادراه همدان-سنقر-کرمانشاه به طول ۲۰۶ کیلومتر در سال ۹۱ در دستور کار قرار گرفت. همان زمان به تصویب معاونت برنامه‌ریزی و اقتصاد وزارت راه و شهر سازی رسید و نهایتاً بهمن ماه سال ۹۳ با اخذ مجوز از هیئت دولت، تصمیم بر این شد با همکاری سرمایه‌گذار، احداث این پروژه ملی، عملیاتی شود. همان زمان کلیه پارامترهای فنی و خصوصی و اقتصادی و ملاحضات پدافند غیر عامل و زیست‌محیطی در مصوبه کمیسیون ماده ۲۱۵ و در دبیرخانه آن کمیسیون به ثبت رسید و مدت زمان ساخت در صورت تأمین اعتبار سه سال تخمین زده شد، و از همه مهم‌تر توانست امضای مجمع نمایندگان ۵ استان کردستان، همدان، کرمانشاه، زنجان و ایلام را جمع‌آوری کند که این آزادراه از سنقر عبور کند.تا اینکه سال ۹۶ نمایندگان مجلس تغییر مسیر آزاد راه به کنگاور را در لایحه بودجه ۹۷ گنجاندند و برای آن ردیف بودجه مشخص تصویب کردند.

## مراکز آموزشی
- دانشگاه آزاد سنقر
- دانشگاه پیام نور سنقر
- دانشکده کشاورزی
- دانشکده پرستاری

## فرهنگ

### سالن سینما
شهر سنقر فاقد سالن سینما است. با این وجود در قالب طرح سینما روشن از سال ۱۳۹۴ امکانات نمایش فیلم در آمفی تئاتر مجتمع فرهنگی ادارهٔ فرهنگ وارشاد اسلامی سنقر فراهم آمده‌است. نمایش فیلم در این مجتمع فرهنگی از روز ۱۲ دی ۱۳۹۴ با اکران فیلم جامه‌دران آغاز شد.